# Préporché
Préporché ist eine französische Gemeinde mit 209 Einwohnern (Stand 1. Januar 2022) im  Département Nièvre in der Region Bourgogne-Franche-Comté (vor 2016 Burgund). Sie gehört zum Arrondissement Château-Chinon (Ville) und zum Kanton Luzy (bis 2015 Moulins-Engilbert). Die Einwohner werden Préporchéens genannt.

## Geographie
Préporché liegt etwa sechzig Kilometer ostsüdöstlich von Nevers im Morvan. Umgeben wird Préporché von den Nachbargemeinden Moulins-Engilbert im Norden und Westen, Onlay im Norden und Nordosten, Villapourçon im Osten, Saint-Honoré-les-Bains im Süden sowie Vandenesse im Westen und Südwesten.

## Bevölkerungsentwicklung
| Jahr                       | 1962 | 1968 | 1975 | 1982 | 1990 | 1999 | 2006 | 2011 | 2016 |
| -------------------------- | ---- | ---- | ---- | ---- | ---- | ---- | ---- | ---- | ---- |
| Einwohner                  | 428  | 406  | 339  | 269  | 257  | 229  | 210  | 206  | 203  |
| Quellen: Cassini und INSEE |      |      |      |      |      |      |      |      |      |

## Sehenswürdigkeiten
- Kirche Saint-Pierre aus dem 12. Jahrhundert